# Rigai Autóbuszgyár
A Rigai Autóbuszgyár, rövidítve RAF (lettül: Rīgas Autobusu Fabrika; oroszul: РАФ – Рижская автобусная фабрика / Rizsszkaja avtobusznaja fabrika) a Szovjetunióban, illetve Lettországban 1949–1998 között működött autóbuszokat és mikrobuszokat gyártó vállalat volt.

## Története
Az autóbusz karosszériákat készítő gyárat 1949-ben hozták létre a 2. sz. Rigai Autójavító Üzemből (RARZ). 1955-ben kapta a Rigai Kísérleti Autóbuszgyár nevet, majd később a Rigai Autóbuszgyár elnevezést. Gyártmányaira a RAF típusjelzést és sorozatszámot használta.

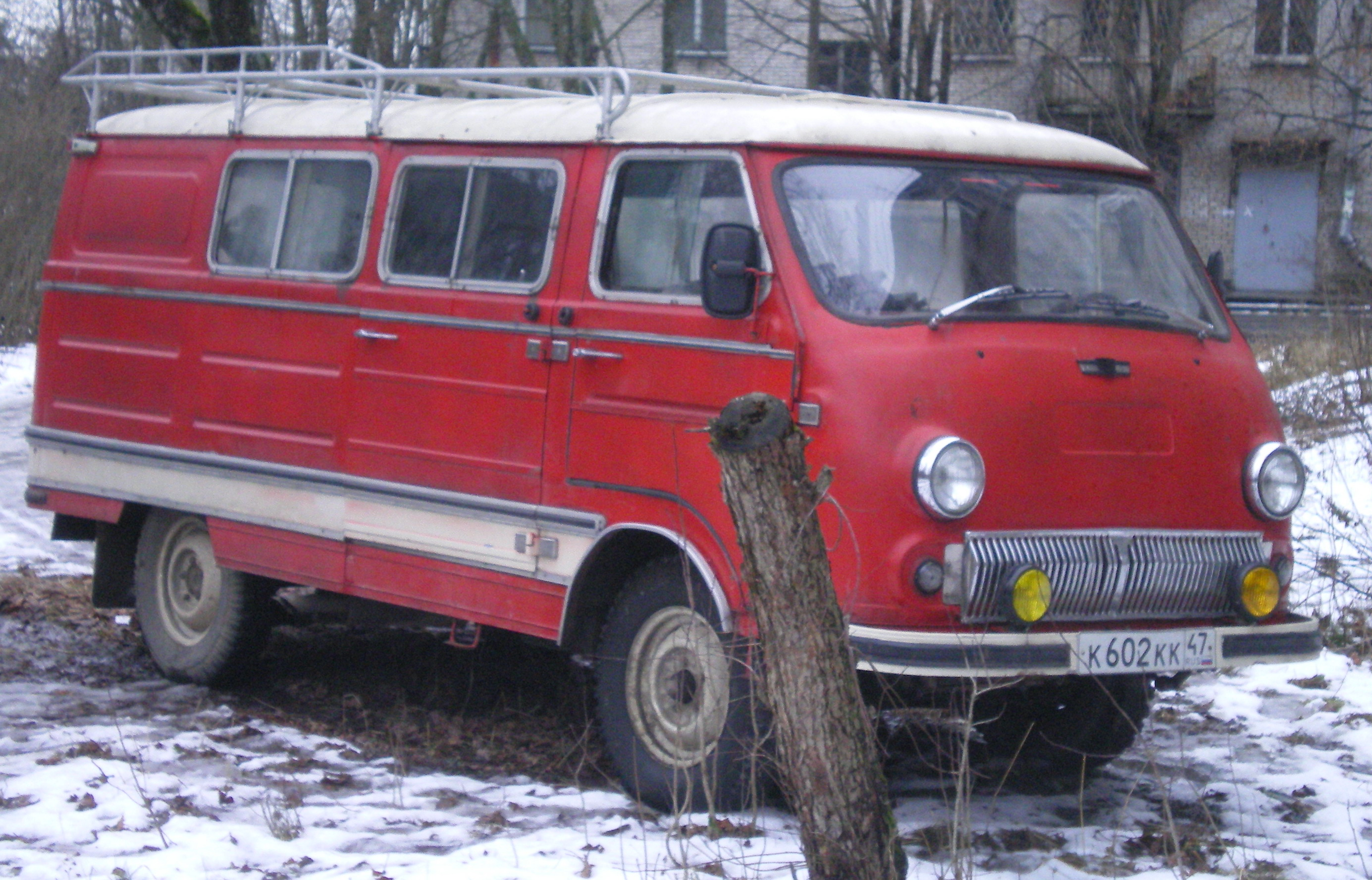
RAF–977 Latvija mikrobusz

1953-tól 1955-ig a GAZ–51 tehergépkocsi alvázára épített GZA–651 autóbuszt gyártották RAF–651 jelzéssel. Első saját gyártmánya az 1955–1958 között a szintén a GAZ–51 tehergépkocsi alvázára épülő (annak motorját és erőátviteli berendezéseit használó) 22 személyes RAF–251 típusú városi autóbusz volt.
1957-re készült el a gyár RAF–10 Fesztyival típusú mikrobusza, mely a moszkvai Világifjúsági és diáktalálkozó tiszteletére kapta a Fesztyival nevet. A mikrobusz a Volkswagen Transporter első szériájának konstrukcióján alapult. Kevés készült belőle. 1958. november 20-án kezdték el a sorozatgyártást, de a következő évben beszüntették.
A gyár első, nagy sorozatban gyártott modellje a GAZ–21 Volga személygépkocsi motorjával felszerelt RAF–977 Latvija mikrobusz volt. Már 1958-ban készült belőle előszéria, de a tömeggyártás csak 1959-ben indult el. Modernizált változata a RAF–977D volt. A járműből többféle változatot is kialakítottak. Zárt áruszállító, vegyes rendeltetésű (áru és személyszállító), valamint speciális rendeltetésű (pl. mentőgépkocsi) változatait is gyártották. Az egy tonna teherbírású RAF–977K áruszállító változat a modernizált RAF–977D-n alapult. A Rigai Autóbuszgyár korlátozott gyártási kapacitása miatt nem tudta kielégíteni a típus iránti keresletet, ezért a mikrobusz gyártását a nagyobb termelési kapacitással rendelkező, 1966-tól működő Jereváni Autógyárban is elkezdték (JerAZ–762 jelzéssel).

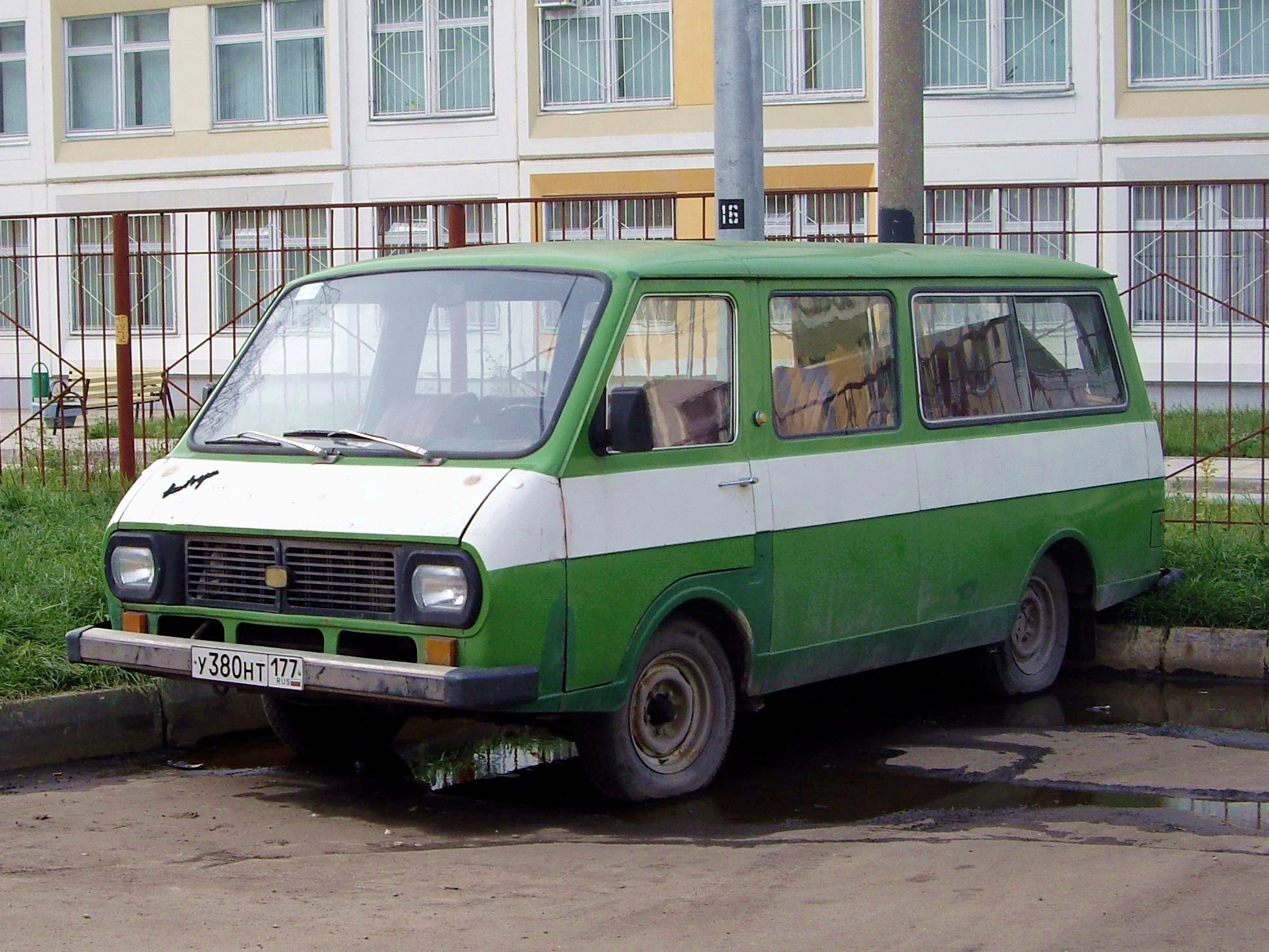
RAF–2203 Latvija mikrobusz

A RAF gyártási kapacitásának növelésére 1969-ben kezdték el építeni a Riga közelében fekvő Jelgavában egy új, évi 17 ezer jármű előállítására alkalmas  összeszerelő üzem létesítését. Az 1976 februárjában indult jelgavai üzemben kezdték el a 11 személyes, a GAZ–24 Volga motorjával szerelt RAF–2203 Latvija mikrobuszok gyártását. Az előd típushoz hasonlóan, a RAF–2203-nak is többféle változatát fejlesztették ki, a típust a Szovjetunióban elterjedten alkalmazták iránytaxiként (marsrutka). A finn Tamra cég pl. a mikrobusz bázisán egy mentőgépkocsit alakított ki.
Az 1990-es évek elejére a RAF–2203 Latvija teljesen elavult. A modellválaszték megújítására több terv is született. A RAF M1 Roksana fantázianevű modellt a nagy-britanniai IAD formatervező cég közreműködésével tervezték. Az elképzelés azonban nem valósult meg, a járműnek csak a makettjei készültek el. Hasonló sorsra jutott a RAF M2 Stils nevű modell is.
Az 1990-es évek elejétől a gyár termelése folyamatosan csökkent. Az elavult modellek nem voltak versenyképesek, a Szovjetunió felbomlásával elvesztek a cég hagyományos piacai és felbomlottak az egykori beszállítói kapcsolatok is. Az egyre nehezebb helyzetbe került Rigai Autóbuszgyár 1997-ben beszüntette a termelést, a vállalatot pedig egy évvel később, 1998-ban felszámolták. Utolsó gyártott modellje a RAF–2203 13 személyes változata, a RAF–22039 volt. A 120 ezer m²-es gyártóbázis megmaradt, többször napvilágot láttak olyan hírek, hogy egy külföldi cég újraindítaná a termelést. 2002-ben pl. a Jereváni Autógyár részéről merült fel érdeklődés a RAF iránt. A vállalat felszámolását túlélő egyetlen része a RAF-Avia légitársaság, amelyet eredetileg a gyártáshoz szükséges alkatrészek légi szállítására hoztak létre, 1990-ben.

## Gyártott modellek
- RAF–251 – a GAZ–51 tehergépkocsin alapuló autóbusz (1955–1958)
- RAF–8 – a Moskvitch 407-en alapuló mikrobusz (csak prototípus, 1957)
- RAF–10 – GAZ–M20-on alapuló mikrobusz (1957–1959)
- RAF–982 – kísérleti jármű
- RAF–977 Latvija – a GAZ–21-en alapuló mikrobusz (1959–1976)
- RAF–2203 Latvija (1976–1997)

## Kapcsolódó szócikk
- Szovjet autóipar

## Külső hivatkozások
- A RAF története (oroszul)